# Національний парк Блакитні гори
Район Великих Блакитних гір — об'єкт Світової спадщини в Блакитних горах Нового Південного Уельсу, Австралія. Площа 1 032 649-гектарів (2 551 730-акрів) була внесена до Списку Світової спадщини на 24-му засіданні Комітету Світової спадщини, що відбулося в Кернсі у 2000 р.

## Етимологія
Ця територія здобула назву «Блакитні гори» на основі того факту, що при підвищенні температури атмосфери ефірна олія різних видів евкаліптів випаровується і розсіюється в повітрі, в результаті чого видимі сині спектри сонячного світла поширюються більше, ніж інші кольори. Тому відблиски з гір здаються людським очам синюватими.

## Опис
Ця місцевість є однією з пологих рівнин, чистих скель, глибоких, важкодоступних долин, річок та озер, що рясніють життям. Рідкісні рослини та тварини, що мешкають у цьому природному місці, розповідають про надзвичайну історію давньої Австралії та її різноманіття життя. Це історія еволюції унікальної австралійської рослинності евкаліпта та пов'язаних з нею спільнот, рослин та тварин.
Район Великих Блакитних Гір складається з 10 300 квадратних кілометрів (4 000 миля2) переважно лісового ландшафту на піщаниковому плато від 60 до 180 кілометрів (37 до 112 миля) углиб країни від центрального ділового району Сіднея. Територія охоплює величезні простори пустелі та еквівалентна майже третині Бельгії або вдвічі більшій за площу Брунею.
Власність, яка включає вісім заповідних територій у двох кварталах, розділених коридором транспорту та міського розвитку, складається з семи визначних національних парків, а також відомого заповідника Карстових печер Дженолан. Це Національний парк Блакитні гори, Національний парк Воллемі, Національний парк Єнго, Національний парк Наттай, Національний парк Канангра-Бойд, Національний парк Сади каменю та Національний парк Озера Тірлмер.
Ця територія не містить гір у загальноприйнятому розумінні, але описується як глибоко врізане плато з пісковику, що здніймається з межі менше 100 метрів (330 фут) над рівнем моря до 1 300 метрів (4 300 фут) у найвищій точці. На вищих хребтах є базальтові відслонення. Вважається, що це плато дозволило вижити багатому різноманіттю рослин і тварин, надавши притулок від кліматичних змін протягом новітньої геологічної історії. Особливо він відзначається своїм широким і збалансованим представленням середовищ проживання евкаліптів із вологих і сухих склерофілів, корінців, а також локалізованих боліт, водно-болотних угідь та пасовищ. Дев'яносто один вид евкаліптів (тринадцять відсотків від загальної кількості у всьому світі) трапляється в районі Великих Блакитних гір. Вважається, що дванадцять із них трапляються лише в регіоні Сіднейського пісковику.

## Флора

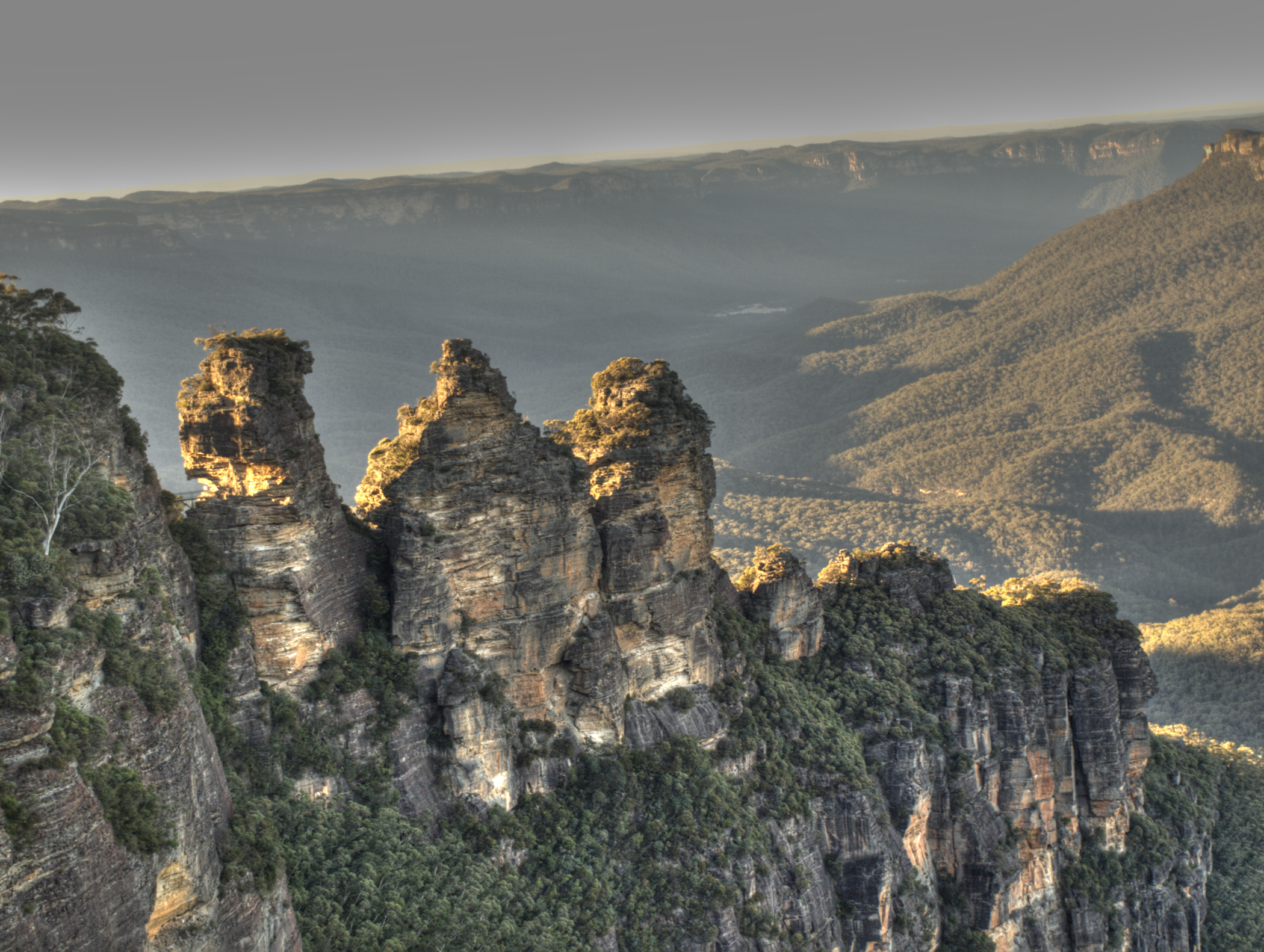
Три сестри, Національний парк Блакитні гори
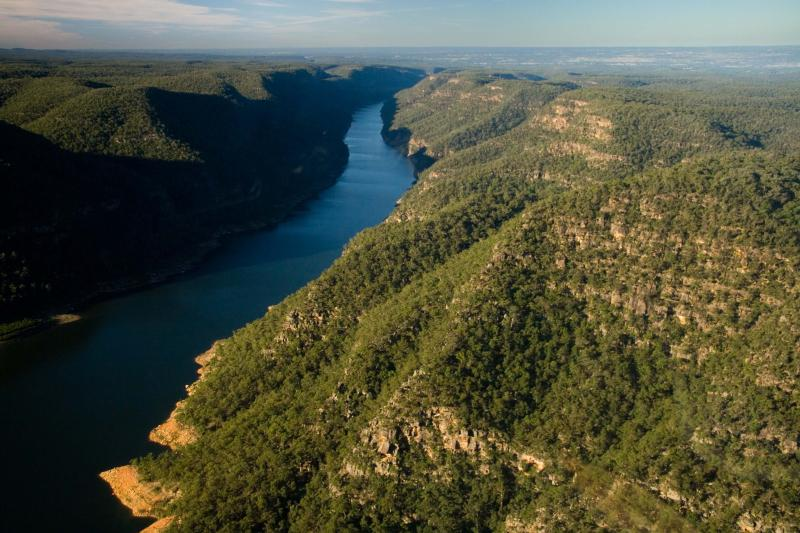
Озеро Буррагоранг
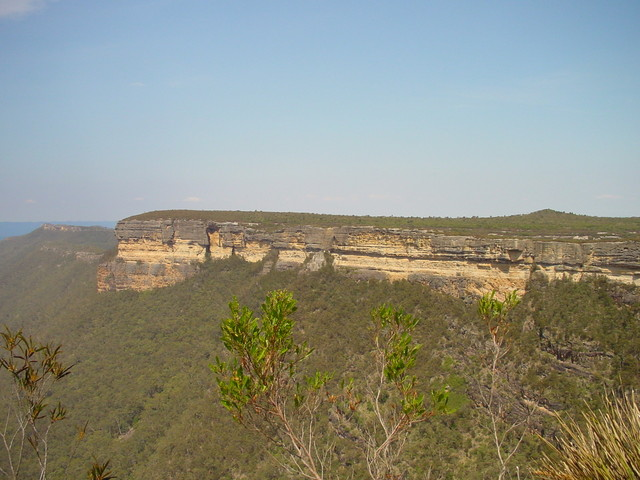
Стіни Канангра в Національному парку Канангра-Бойд
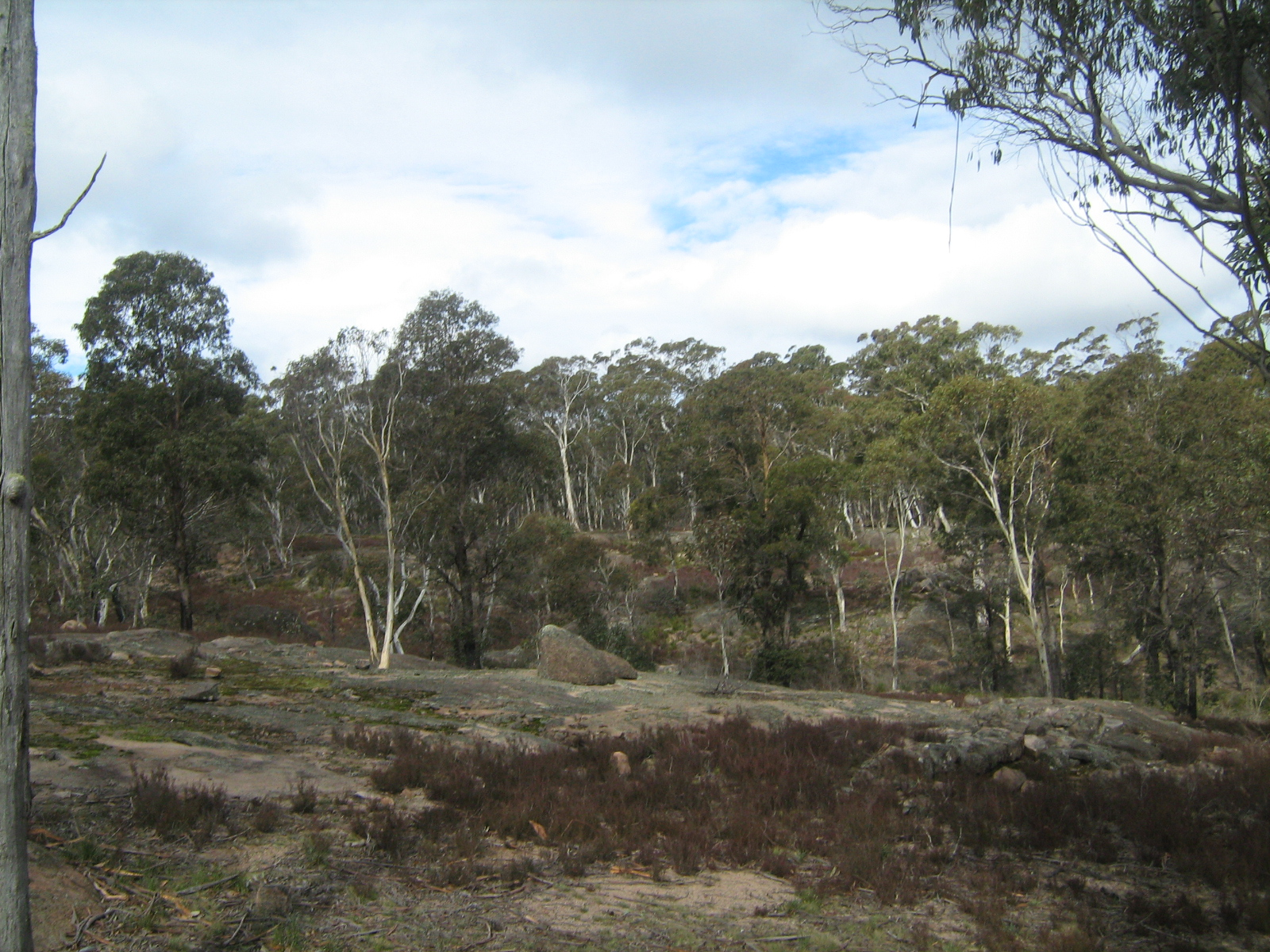
Ліс біля річки Бойд
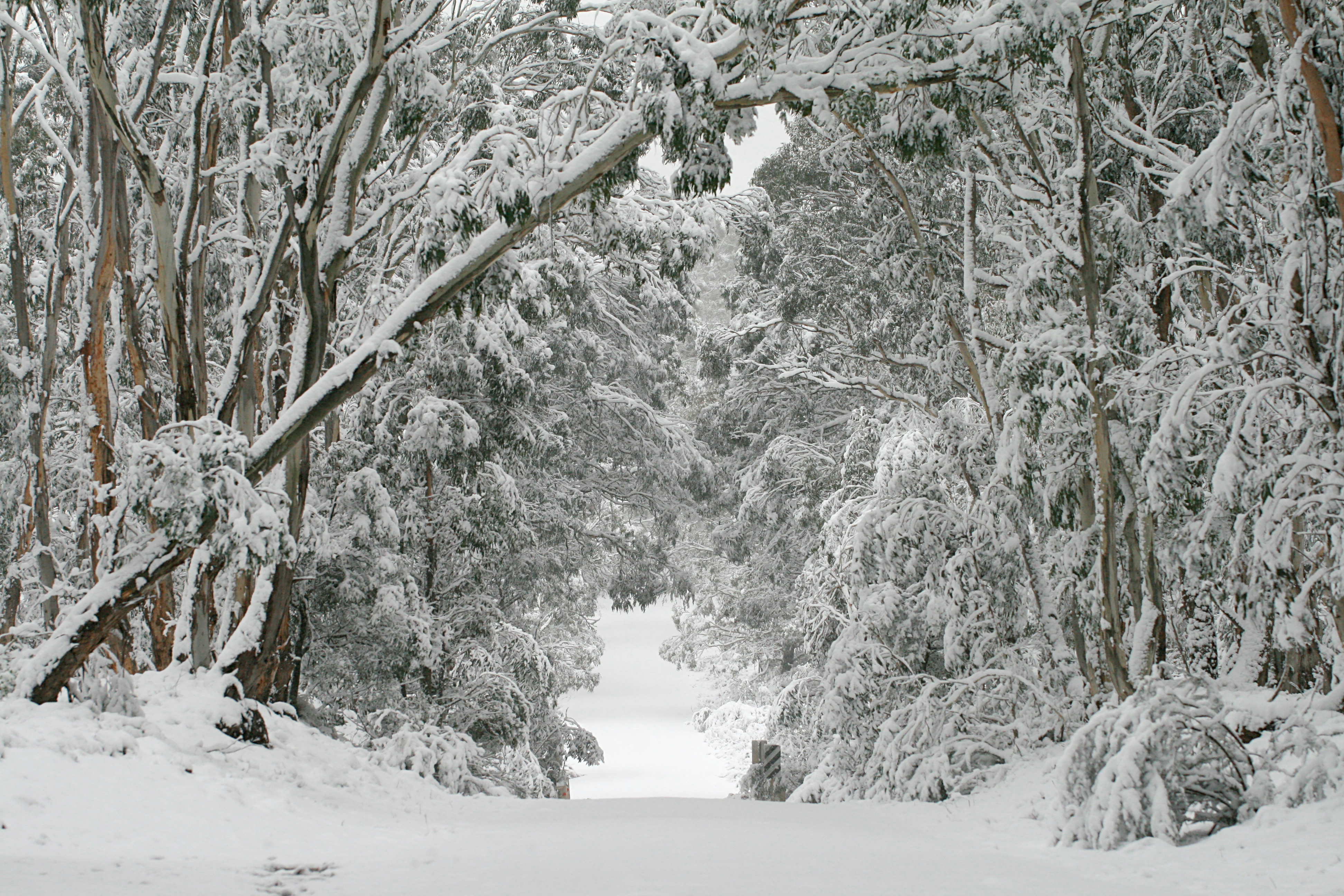
Кемпінг на річці Бойд взимку (Національний парк Канангра-Бойд)

Ця територія була описана як природна лабораторія для вивчення еволюції евкаліптів. Найбільша територія великого різноманіття евкаліптів на континенті розташована на південному сході Австралії. Район Великих Блакитних гір включає значну частину цього різноманіття евкаліптів.
Окрім підтримки такої значної частини світових видів евкаліптів, ця територія містить зразки діапазону структурних адаптацій евкаліптів до австралійського середовища. Вони варіюються від високих лісів на узліссях або тропічних лісах у глибоких долинах, через відкриті ліси та ліси до чагарників з низькорослими молотами на відкритих плантаціях.
Крім видатних евкаліптів, у районі Великих Блакитних гір також є давні реліктові види глобального значення. Найвідоміша з них — нещодавно відкрита сосна Воллемі, «живе викопне місце», що сягає часів епохи динозаврів. Вважається, що вимерли протягом мільйонів років, декілька вцілілих дерев цього стародавнього виду відомі лише з трьох невеликих популяцій, розташованих у віддалених, важкодоступних ущелинах на даній території. Сосна Воллемі — один із найрідкісніших у світі видів.

## Тваринний світ

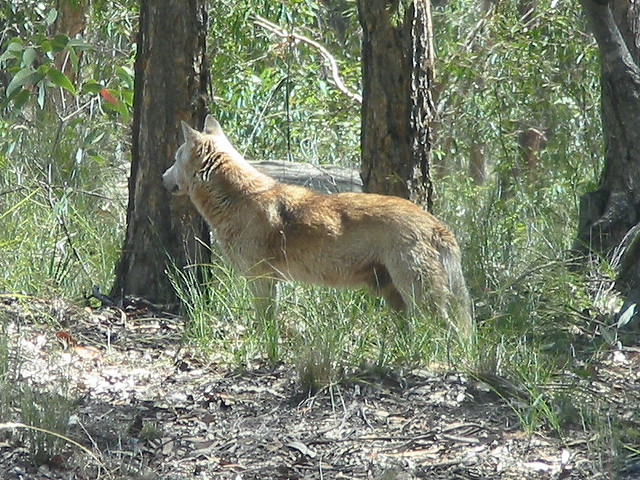
Динго в національному парку Єнго
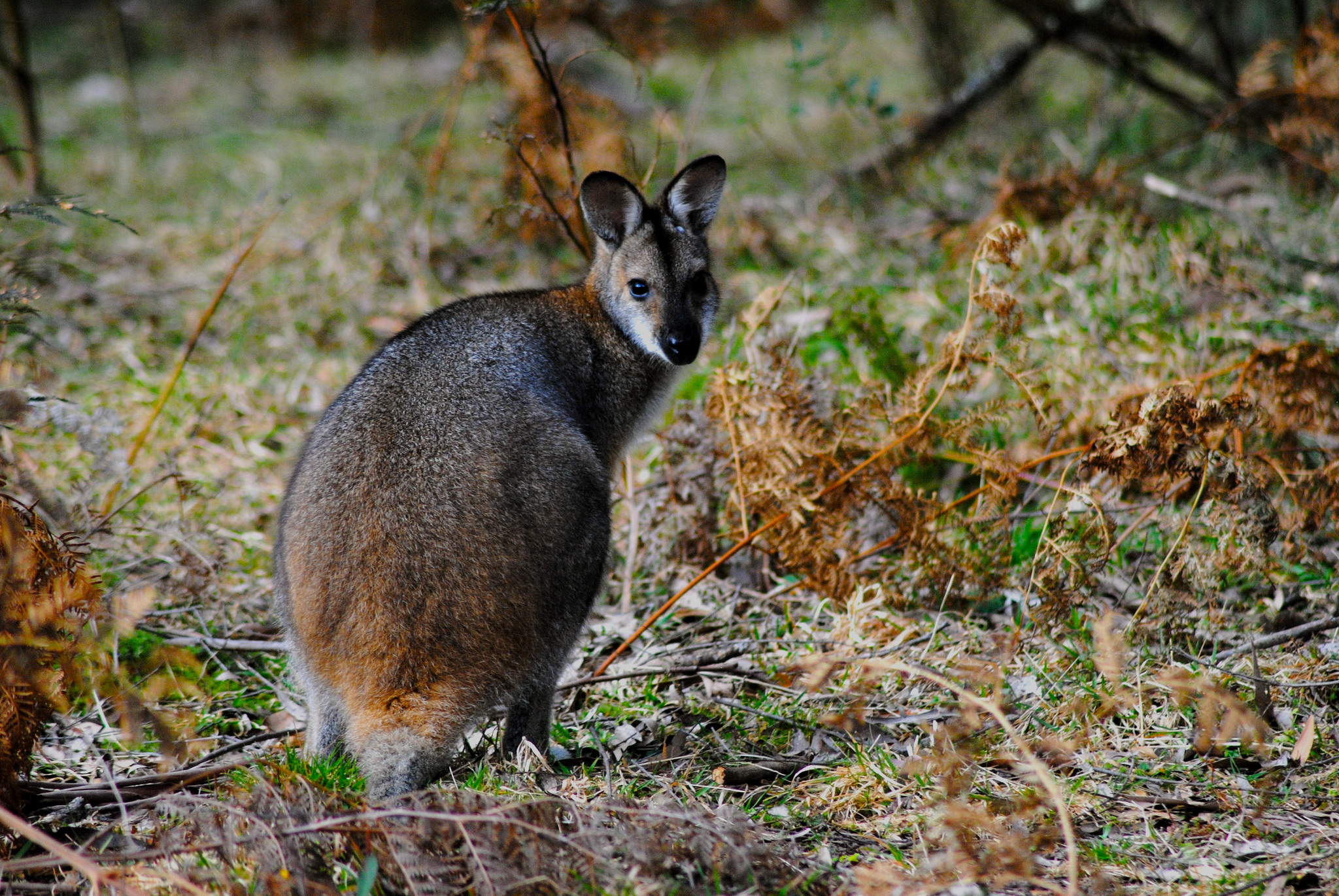
Червоношиїй валлабі у Блакитних горах
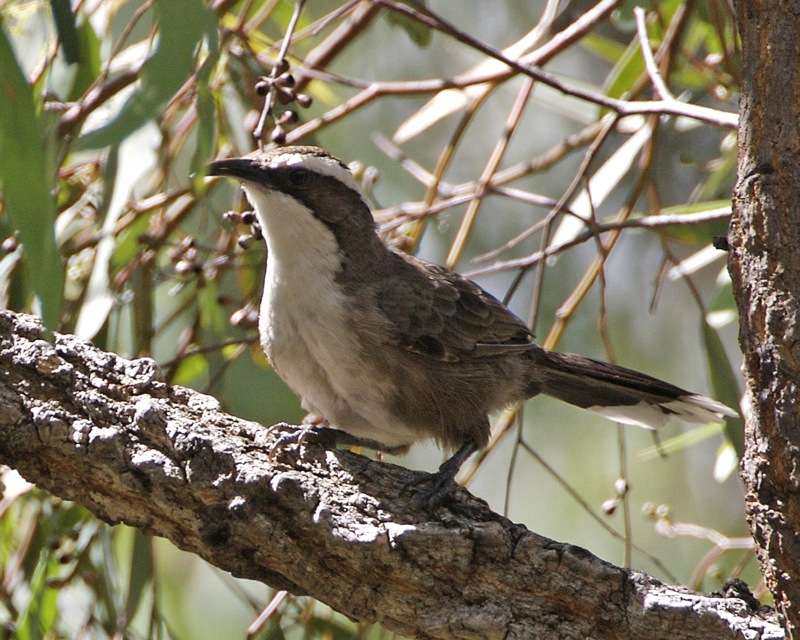
Стадняк білобровий

Понад 400 різних видів тварин мешкають у суворих ущелинах та на пасовищах у районі Великих Блакитних гір. До них відносяться загрозливі або рідкісні види, що мають природоохоронне значення, такі як тигровий квола, коала, жовточеревий планер та довгоноса потору, а також рідкісні плазуни та земноводні, включаючи зелену та золотисту дзвінову жабу та водяний сцинк Блакитних гір.
Найбільший хижак області — динго. Ці дикі собаки полюють на сірих кенгуру та іншу здобич.
Великий регіон Блакитних гір був визнаний BirdLife International як важливий район для птахів (IBA), тому що він підтримує значну частину глобальної популяції оригми з обмеженим ареалом, а також популяції тоутоваї вогнистих, діамантового вогнянохвоста та попутника. Медолюб-регент, що перебуває під загрозою зникнення, регулярно трапляється там. Це також вузьке місце міграції для медоїдів жовтоликих.

## Список ЮНЕСКО
29 листопада 2000 року територія Великих Блакитних гір була одностайно внесена до списку Світової спадщини ЮНЕСКО. Таким чином він став четвертим районом у Новому Південному Уельсі, який був внесений до списку. Загальна площа становить близько 10 300 квадратних кілометрів (4 000 миля2), включаючи Блакитні гори, Канангра-Бойд, Воллемі, Кам'яні сади, національні парки озер Єнго, Наттай та Тірлмір, а також заповідник Карстових печер Дженолан. Буферна зона площею 86 200 гектарів (213 000 акрів) лежить за межами охоронюваної території.